# Universität des Oberelsass

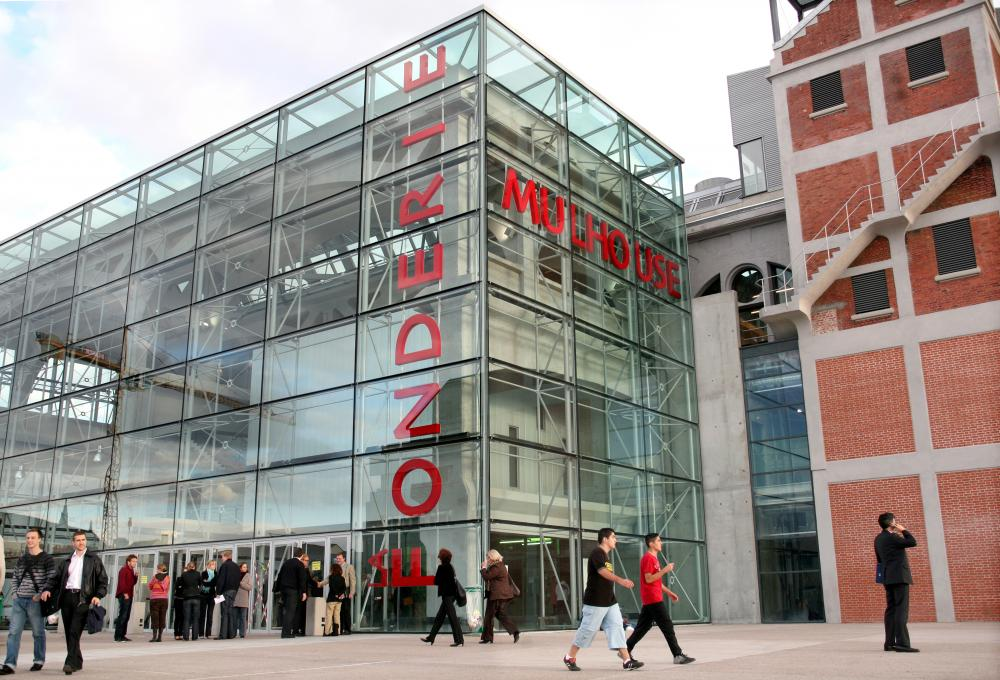
Hauptgebäude in Mülhausen

Die Universität des Oberelsass (französisch Université de Haute-Alsace) mit zwei Standorten in Mülhausen (Mulhouse) und in Colmar ist eine französische Universität. Sie stellt die größte akademische Einrichtung im Département Haut-Rhin dar.

## Geschichte
Die Universität des Oberelsass wurde erst im Jahre 1975 gegründet, geht jedoch auf ältere Mülhausener Hochschulen zurück, darunter die 1822 geschaffene heutige École nationale supérieure de chimie de Mulhouse (ENSCMu), die die älteste Chemie-Hochschule Frankreichs ist.
Ebenso wie die ENSCMu wurde 19 Jahre später auch die École de Filature et de Tissage Mécanique, die heutige ENSITM, von Mülhausener Industriellen gegründet. 1958 und 1963 wurden in Mülhausen zwei Außenstellen der Universität Straßburg angesiedelt und im Jahre 1969 öffnet ein Institut Universitaire de Technologie (IUT) in Mülhausen und Colmar seine Pforten. All diese Hochschuleinrichtungen werden schließlich 1975 in der neu gegründeten Universität des Oberrheins (Université du Haut-Rhin) zusammengefasst, die sich zwei Jahre später in Universität des Oberelsass umbenennt.
1986 kommt eine Fakultät für Wirtschafts-, Sozial- und Rechtswissenschaften hinzu und im Jahre 1990 die École Supérieure des Sciences Appliquées pour l'Ingénieur de Mulhouse (ESSAIM).
Heute hat die Universität rund 8000 Studenten, davon 6500 auf dem Mülhausener Campus und 1500 in Colmar.
Sie besteht aus 11 Teileinrichtungen, darunter 4 Fakultäten, 3 Ingenieurschulen und 2 IUTs.
Es bestehen 2 Trinationale Studiengänge in Zusammenarbeit mit der Dualen Hochschule Baden-Württemberg Lörrach (DHBW) und der Fachhochschule Nordwestschweiz. Dabei handelt es sich um Mechatronik Trinational sowie International Business Management Trinational. Die Veranstaltungen finden an den Standorten des Verbunds in deutscher, englischer und französischer Sprache statt. Darüber hinaus besteht seit 2016 zusammen mit der DHBW der grenzüberschreitende zweisprachige Studienzweig Regio Informatica.

## Standorte

### Campus Illberg
Dieser Campus liegt auf dem sog. Illberg, benannt nach der Ill, dem Fluss, der durch die gesamte Region Elsass fließt und ihr ihren Namen gegeben hat. Die Region Alsace ist nach dem Alemannischen Elsass benannt, was so viel wie Land des Ill bedeutet. Der Standort befindet sich im Viertel Haut-Poirier.
Historisch gesehen ist dieser Campus der erste von Mulhouse, und gleichzeitig der ausgedehnteste. Vom Campus aus kann man die gesamte Stadt überblicken. Der Standort beherbergt den Sitz der Universität des Oberelsass. Außerdem befinden sich dort noch die École Nationale Supérieure des Ingénieurs Sud Alsace, die École Nationale Supérieure de chimie de Mulhouse und die naturwissenschaftlichen und geisteswissenschaftlichen Fakultäten.

### Campus Grillenbreit
Der Standort befindet sich auf dem ehemaligen Werksgelände der Fabrik Berglass-Kiener. Er umfasst zwei  Unités de Formation et de Recherche, das UFR PEPS und das Institut Universitaire et Technique de Colmar. Außerdem gibt es dort eine Bibliothek und eine Mensa.

### Campus Fonderie
Die Fonderie (deutsch Gießerei) ist das ehemalige Industrieviertel von Mülhausen östlich des Hauptbahnhofs und des Stadtzentrums. Der Name stammt von der Niederlassung des Industriellen André Koechlin aus dem Jahre 1826, dem Gründer der Société André Koechlin et Compagnie (Vorläufer von SACM und Alstom). Das eindrucksvolle Hauptgebäude mit dem Spitznamen „Die Kathedrale“ wurde renoviert und beherbergt nun die Fakultät für Wirtschaftswissenschaften, Sozialwissenschaften und Jura. Der Umbau ging mit dem Bau neuer Studentenwohnungen einher. Die Einweihung fand am 6. September 2007 durch Nicolas Sarkozy und Valérie Pécresse statt.